# Pangaea (album)
Pangaea je koncertní dvojalbum amerického jazzového trumpetisty Milese Davise. Vydalo jej v roce 1976 hudební vydavatelství Columbia Records a jeho producentem byl Teo Macero. Záznam pochází z jednoho ze dvou koncertů, které Miles Davis se svou kapelou odehrál v koncertní síni v japonském městě Ósaka dne 1. února 1975. Tato deska vznikla při druhém vystoupení, které proběhlo večer. Při odpoledním (prvním) koncertu bylo nahráno album Agharta, jež vyšlo v předchozím roce.

## Seznam skladeb
| Pořadí | Název    | Délka |
| ------ | -------- | ----- |
| 1.     | Zimbabwe | 41:48 |
| 2.     | Gondwana | 41:48 |

## Obsazení
- Miles Davis – trubka, varhany
- Pete Cosey – kytara, perkuse, syntezátor
- Sonny Fortune – altsaxofon, flétna, sopránsaxofon
- Al Foster – bicí
- Reggie Lucas – kytara
- Michael Henderson – baskytara
- James Mtume – perkuse